# 云台山镇
云台山镇，原名岸上乡是中华人民共和国河南省焦作市修武县下辖的一个乡镇级行政单位。

## 行政区划
云台山镇下辖以下地区：
岸上村、古洞窑村、西沟村、纸坊沟村、横河村、片马村、一斗水村、兵盘村、龙门村和东岭后村。

## 中国传统村落
2013年8月，一斗水村、东岭后村被评为第二批中国传统村落。